# Kasanring
Der KasanRing Kanjon (russisch КазаньРинг Каньон, wiss. Transliteration Kazan'Ring Kan'on, englisch KazanRing Canyon) ist eine permanente Motorsport-Rennstrecke in Kasan in Russland.

## Geschichte
Die Bauarbeiten an der Strecke begannen im Jahr 2006; aufgrund diverser Verzögerungen erfolgte die Eröffnung erst 2011. Im selben Jahr wurden die ersten Rennen abgehalten und in den Folgejahren wurde die Strecke zu einem Austragungsort einiger russischer Meisterschaftsläufe.
2017 und 2018 war die Strecke Teil des Austragungsorts der Red Bull Air Races.

## Die Strecke
Die 3,476 km lange Strecke umfasst elf Kurven und ist nach dem FIA-Grad 2 konstruiert, allerdings aktuell nicht von der FIA homologiert. Hervorhebenswert ist eine, an die bekannte Corkscrew-Kurve erinnernde, Kurvenkombination.
Die Anlage umfasst ferner eine separate Rallycrossstrecke und eine (allerdings sehr kurze) Kartbahn.